# Luigi
Luigi (japonsky: ルイージ, přepis Ruīji, též znám pod názvem Super Luigi) je fiktivní italský instalatér a mladší bratr Maria. Je to jedna z hlavních postav ve hrách ze série Super Mario. Jeho tvůrcem je japonský herní designér a producent Šigeru Mijamoto (z firmy Nintendo), a poprvé se objevil v roce 1983 ve hře Mario Bros. Bývá oblečený do zelené barvy. V mnoha hrách se Luigi se snaží vysvobodit princeznu Daisy (zatímco jeho bratr princeznu Peach).
Stejně jako Maria ho v anglickém dabingu dabuje Charles Martinet, po roce 2023 pak Kevin Afghani. Ve filmu ho dabuje Charlie Day, v českém dabingu pak Robert Hájek.
Luigi se objevil v mnoha hrách od Nintenda, jako je Mario Bros., Super Mario Bros., Mario Kart Wii, Super Mario World, Super Mario World 2: Yoshi's Island, Super Mario Advance 2: Super Mario World, Yoshi's Island: Super Mario Advance 3, Luigi's Mansion, Super Mario 3D Land atd.
Jeho zlý protějšek je nejspíše Waluigi.

Zelené L, znak Luigiho

## Původ názvu
Luigi je tradiční italské jméno a získal ho, stejně jako jeho bratr Mario, po pizzerii "Mario & Luigi's", která je ve městě Redmond, kde Nintendo sídlí. Navíc slovo「類似」(Ruīji) znamená v japonštině stejný.

## Luigiho příjmení
Nintendo nikdy neoznámilo, jaké je příjmení Luigiho. V září 2015, na festivalu 30. výročí Super Mario Bros. Mijamoto potvrdil, že Mariovo celé jméno je Mario Mario. Je tedy logické, že by Luigiho příjmení mělo být také Mario (Luigiho plné jméno by tedy bylo Luigi Mario). Jméno Luigi Mario bylo také použito ve filmu Super Mario Bros. z roku 1993.